# Tachina nivalis
Tachina nivalis là một loài ruồi trong họ Tachinidae.